# Scleronephthya gracillimum
Scleronephthya gracillimum är en korallart som först beskrevs av Kükenthal 1906.  Scleronephthya gracillimum ingår i släktet Scleronephthya och familjen Nephtheidae. Inga underarter finns listade i Catalogue of Life.